# سیارک ۱۱۶۱۲
سیارک ۱۱۶۱۲ (به انگلیسی: 11612 Obu، نامگذاری:1995YZ1) یازده هزار و ششصد و دوازدهمین سیارک کشف شده‌است که در ۲۱ دسامبر ۱۹۹۵ کشف شد.
قدر مطلق سیارک برابر ۱۳٫۹۰ است.